# Júlia Babo
Maria Júlia Fernandes de Oliveira Babo (Porto – Lisboa, 9 de junho de 2007) foi uma atriz, cantora e pintora portuguesa.

## Percurso
Começou a cantar bem jovem. Interessou-se também por outras artes como a pintura em cerâmica tendo sido aluna do Mestre Lagoa Henriques. Fez teatro por brincadeira tendo sido elogiada como grande revelação do "Landau de 6 Cavalos".
Gravou vários discos com canções populares do norte em que teve a colaboração do maestro Resende Dias.
Foi Professora na Escola Preparatória Francisco De Arruda onde foi professora de Marina Mota. Foi com um coro de alunos dessa escola que gravou o disco "Cantos Tradicionais Portugueses de Natal" .
Gravou um LP com temas populares dos Açores e do Alentejo e que contou com a participação do maestro Joaquim Luís Gomes. Em 1975 lança o álbum "Uma Só Pátria".
Em 1977 grava o single "Avante Norte" com o grupo Os Amigos, constituído por Ana Bola, Edmundo Silva, Fernanda Piçarra, Fernando Tordo, Paulo de Carvalho e Luísa Basto e que tinham vencido o Festival RTP da Canção desse ano.
A editora Movieplay lançou em 2000 uma compilação dedicada à artista na série "Clássicos da Renascença".
Júlia Babo morreu em Lisboa, aos 78 anos, no dia 9 de junho de 2007.
Os seus temas mais populares foram "Ciranda Popupar" e "O Arroz Está Cru".
De 1961 a 1975 gravou cerca de 75 canções de folclore do continente, Açores e Madeira. Urbano Tavares Rodrigues disse de Júlia Babo o seguinte: "E há este nome simples, rude, esta voz sincera e vibrante de uma cantora que, tendo-se elevado pela inteligência, pelo saber e pelo talento múltiplos talentos de atriz, pintora, ceramista, é povo - de alma e raiz - e ao povo torna a voz que ele lhe deu".

## Discografia
(incompleta)
- (Alvorada) AEP 60437
- Cantigas do Norte Nº2: Cantigas de Portugal Nº 1 / Oh Balancé / Cantigas de Portugal Nº 2 / O Arroz Está Crú (EP, Columbia) SEGC 25
- Afasta Janota / Ó Malhão Malhão (com Artur Sá )/ Cantares de Portugal Nº3 / Santo António (EP, Columbia) SEGC 40
- No. 2: Sericoté / Chula de Santa Cruz / Romaria Ao Senhor da Pedra / ó Adro (EP, Columbia) SLEM 2009
- Cantos Tradicionais Portugueses de Natal (EP, zIP-zIP) Júlia Babo / Coro dos Alunos EPFA (escola prep. de francisco arruda) 10.045/E
- Canta Temas Populares Alentejo Açores (LP, Zip Zip) ZIP 3004/L
- Portugal Açores Alentejo (LP, Orfeu)
- Uma Só Pátria ‎(LP, Alvorada, 1975) LP-S-50-89
- Trai Trai
- Não Vires a Casaca / O Tempo é de Vigilância (Single, Alvorada, 1975)
- Avante Norte / Novas Quadras (Single, TLD, 1977) TLS011 - Júlia Babo e Os Amigos
- Clássicos da renascença ‎(Movieplay, 2000)